# Ivan Klíma
Ivan Klíma (Praga, 14 settembre 1931) è uno scrittore ceco.

## Biografia
Ivan Klíma è nato a Praga il 14/9/1931. Il cognome originale, Krauders, fu cambiato dalla sua famiglia durante l'occupazione nazista della Cecoslovacchia. Durante la II guerra mondiale furono comunque tutti rinchiusi nel campo di concentramento della città ghetto di Terezín per tre anni e mezzo per le origini ebraiche. Suo padre, Vilém Klíma (Wilhelm Kauders, 10 aprile 1906 - 6 ottobre 1985), è stato un importante ingegnere elettrico ceco, anch'egli sopravvissuto all'Olocausto, che sviluppò l'espressione in forma chiusa per il fattore di distribuzione dell'avvolgimento dello statore trifase simmetrico elettrico.
Dopo aver conseguito la maturità presso il liceo (reálné gymnázium) di Praga nel 1951 intraprese gli studi all'Università di Scienze Politiche ed economiche, ma dopo il primo semestre intraprese gli sudi presso la Facoltà di lettere e filosofia dell'Univerzita Karlova di Praga dove si è laureato nel 1956 con una tesi su Karel Čapek dal titolo La lotta di Čapek contro il fascismo, lavoro che trattava della vita, dell’opera e della filosofia dell'autore: "Grazie a Čapek riuscii a trascorrere del tempo tra l’eredità letteraria della Prima Repubblica. Nonostante il rigido indottrinamento ideologico che continuava intorno a me, potei leggere riviste e giornali nelle cui pagine le grandi menti del periodo tra le due guerre mi parlavano liberamente". Nello stesso anno Ivan Klíma ottenne un lavoro come redattore presso il periodico Květy (I fiori). Nel 1957 ottenne una borsa di studio annuale dal Fondo Letterario (Literární fond) e dal 1959 fu redattore per la casa editrice Československý spisovatel. Tra il 1963 a 1969 è stato membro della redazione di importanti periodici e ha scritto per riviste e giornali come Lidové noviny e Literární listy e fu membro del Comitato centrale dell'unione degli scrittori cecoslovacchi.
Dal 1958 è sposato con la filologa, pubblicista e psicoterapeuta Helena Klímová con la quale ha avuto due figli, il giornalista e manager multimediale Michal e Hana, artista, illustratrice e scrittrice.
È stato membro del Partito Comunista Cecoslovacco (KSČ) dal 1953 al 1967 quando fu espulso per contrasti ideologici. Dal 1968 al 1970 fu in Inghilterra e poi in USA come Hosting Professor presso l'università del Michigan. Al ritorno in patria, dichiarato "autore censurato", poté pubblicare solo nell'ambito del samizdat o all'estero. Non potendo fare lo scrittore, visse grazie a vari mestieri. La sua produzione letteraria comprende prosa, teatro,saggistica, giornalismo e letteratura per ragazzi. Dal 1990 al 1992 è stato presidente del P.E.N club cecoslovacco e successivamente è stato insignito di prestigiosi riconoscimenti come il Premio Franz Kafka e la Medaglia al merito dello Stato della Repubblica Ceca (2002),il Premio Karel Čapek (2009) e il premio Magnesia Litera per il romanzo biografico Moje šílené století (Il mio secolo pazzo), il libro ceco dell'anno 2010. Nel 2013 è stato insignito invece del premio per il giornalismo e la pubblicistica Ferdinand Peroutka.

## Opere

### Prosa
- Bezvadný den (Un giorno perfetto), 1960 – racconti sul tema della solitudine
- Mezi třemi hranicemi (Fra tre confini), 1960 – reportage dalla punta più a est della Slovacchia
- Karel Čapek, 1962 – saggio
- Hodina ticha (L'ora di silenzio), 1963 – romanzo
- Milenci na jednu noc (Amanti per una notte), 1964
- Návštěva u nesmrtelné tetky. Polské zápisky (Visita alla zia immortale. Appunti polacchi), 1965 – reportage artistico
- Kokrhací hodiny a jiné příběhy z Vlašských Klobúk a podobných Tramtárií (Orologi che gracchiano da Valašské Klobouky e da simili Tramtári - luoghi lontani), 1965
- Klára a dva páni (Klara e due signori), 1968
- Loď jménem naděje (Una nave di nome speranza), 1969
- Milenci na jeden den (Amanti per un giorno), 1970
- Soudce z milosti (Giudice sotto processo), samizdat 1976. alle stampe in Cecoslovacchia solo nel 1991, secondo la critica è l'opera più importante
- Milostné léto (Un'estate d'amore), letteratura d'esilio1979
- Má veselá jitra (I miei allegri mattini), letteratura d'esilio 1979, 1990
- Už se blíží meče (Si avvicina ormai la spada), letteratura d'esilio 1983, in Cecoslovacchia 1990 – saggio
- Moje první lásky (I miei primi amori), letteratura d'esilio,1985
- Láska a smetí (Amore e spazzatura) samizdat 1987, letteratura d'esilio 1988, in Cecoslovacchia in stampa nel 1990
- Markétin zvěřinec (Il caravanserraglio di Markéta), 1990
- Moje zlatá řemesla (I miei mestieri d'oro), 1990
- Rozhovor v Praze (Conversazione a Praga),1990
- Hry: Hra o dvou dějstvích (Opere teatrali: opera circa due atti),1991
- Ostrov mrtvých králů (L'isola dei re morti),1992
- Čekání na tmu, čekání na světlo (Aspettando il buio, aspettando la luce), 1993
- The Spirit of Prague and Other Essays (1994)
- Milostné rozhovory (Conversazioni d'amore),1995
- Lásky a řemesla Ivana Klímy: Rozhovor Miloše Čermáka se spisovatelem Ivanem Klímou (amori e mestieri di Ivan Klíma: intervista di Miloše Čermáka con lo scrittore Ivan Klíma), 1995
- Poslední stupeň důvěrnosti (l'ultimo grado di intimità), 1996
- Kruh nepřátel českého jazyka: Fejetony (Circolo dei nemici della lingua ceca: Feulleiton) 1998
- O chlapci, který se nestal číslem (Sul bambino che non divenne un numero), 1998
- Between Security and Insecurity, 2000
- Jak daleko je slunce (Quanto è lontano il sole), 1999
- Ani svatí, ani andělé (Né santi, né angeli), 1999
- Jak přežít blahobyt (Come vivere nella prosperità), 2001
- Velký věk chce mít též velké mordy (La grande età vuole avere anche grandi omicidi), 2001 – Opere e  vite di Karel Čapek
- Tři hlasy (Le tre teste), 2001, saggi
- Premiér a anděl (Un primo ministro e un angelo), 2003
- Moje nebezpečné výlety (le mie gite pericolose) 2004
- Kostlivec pod kobercem (Uno scheletro sotto il tappeto), 2005
- Miláčkové chřestýši a jiné ženské horory (Crotali d'amore ed altri orrori femminili), 2007
- Moje šílené století (Il mio secolo pazzo), Academia 2009, Magnesia Litera 2010
- Moje šílené století II (Il mio secolo pazzo II). Academia 2010
- Jak se nestát vrahem (Come non diventare un assassino), Academia 2012, feuilleton
- Kokrhací hodiny (Orologi che gracchiano), 2012
- O lásce, tichu i zradě (Sull'amore, il silenzio e il tradimento), 2012

## Teatro
- Zámek, (Il castello) 1964, Dramma sul genere di Kafka
- Mistr (Il maestro), dramma scritto 1967, con prima a New York nel1970
- Cukrárna Miriam (La pasticceria Miriam), 1968
- Porota (La giuria), 1968
- Amerika (America), 1974, adattamento dell'opera di Kafka, scritto insieme a Pavel Kohout.
- Ženich pro Marcelu (Uno sposo per Marcela), 1969
- Pokoj pro dva (Una stanza per due), 1973
- Hromobití (Tuoni), 1973

## Traduzioni in italiano
- Amore e spazzatura, Traduzione di Gianlorenzo Pacini, Mondadori, 1991
- Miriam, da Moje první lásky (I miei primi amori), Sixty-Eight Publishers,1985, Traduzione e postfazione di Maria Teresa Iervolino, Mephite, 2012
- Miriam, il primo amore, da Moje první lásky (I miei primi amori), Sixty-Eight Publishers,1985, Traduzione, curatela e prefazione di Maria Teresa Iervolino, IOD edizioni, 2016
- Un bambino a Terezín da Moje nebezpečné výlety (le mie gite pericolose) Academia 2004, curatela, traduzione e introduzione di M.T, Iervolino, IOD edizioni, 2020
- La stella gialla. Racconti da Praga da Moje nebezpečné výlety (le mie gite pericolose) Academia 2004, curatela, traduzione e introduzione di M.T, Iervolino, IOD edizioni, 2024